# Hideko Ōkawa
Hideko Ōkawa (大川秀子, Ōkawa Hideko) est une femme politique japonaise née le 9 novembre 1947. Sans étiquette, elle est élue en 2018 maire de la ville de Tochigi, située dans la préfecture éponyme, après avoir été membre du conseil municipal de la ville en tant que représentante du Parti libéral-démocrate pendant vingt ans.

## Jeunesse et carrière pré-électorale
Ōkawa naît le 9 novembre 1947 à Tochigi, située dans la préfecture éponyme.
Auparavant agricultrice, elle se lance en politique après avoir assisté à la Conférence mondiale sur les femmes, qui s'est déroulée à Pékin en 1995, convaincue de la nécessité pour les femmes de se battre en politique pour améliorer leur statut et progresser dans la société.

## Carrière électorale
Elle devient membre du conseil municipal de Tochigi en 1999, et en devient la première femme présidente du conseil municipal en 2010, après la redéfinition des limites de la ville. 
En octobre 2017, elle annonce sa volonté de se présenter à la mairie de Tochigi, en tant que candidate sans étiquette. Elle est opposée au maire sortant, Toshimi Suzuki (ja). Elle oriente sa campagne autour de plusieurs grands axes, comme la revitalisation des industries locales, répondre aux problèmes de natalité, en créant un environnement favorable à l'éducation des enfants à Tochigi, et une meilleure organisation de la ville de Tochigi, toujours fragmentée après la fusion de plusieurs villes ayant eu lieu en 2010.
Elle remporte l'élection en 2018 d'une très courte avance, et est élue maire de Tochigi, devenant là aussi la première femme à accéder à ce poste,, ainsi que la deuxième femme maire de la préfecture. Son premier mandant est marqué par la pandémie de coronavirus et le passage du typhon Hagibis. Elle milite pour une campagne de vaccination massive au Japon. 
Ōkawa est réélue à nouveau en 2022, et conserve son poste. 

## Prises de position
Durant son mandat, Ōkawa met en place plusieurs mesures pour lutter contre le vieillissement de la population, notamment en donnant des aides à la garde d'enfant, ou en accélérant les listes d'attentes pour les crèches.
Très impliquée dans l'égalité des sexes en politique, elle organise en 2023 une réunion ministérielle en parallèle du sommet du G7 axée sur la promotion de la participation active des femmes en politique. 
En tant que maire, Ōkawa défend les droits des individus LGBT+, mettant notamment en place un partenariat civil reconnaissant que les couples LGBT et autres minorités sexuelles ont une relation équivalente au mariage. Ce système a été instauré en novembre 2020.

## Vie privée
Ōkawa vit à Tochigi avec son mari, sa fille et ses trois petits enfants. Préoccupée par le manque d'exercice depuis son élection, elle effectue un jogging matinal tous les jours, accompagné de son shiba inu.